# Olimpia Aldobrandini
Pour les articles homonymes, voir Aldobrandini.
Olimpia Aldobrandini (20 avril 1623 – Rome, 18 décembre 1681) est un membre de la famille Aldobrandini de Rome et la seule héritière de la fortune familiale.

## Biographie
Donna Olimpia Aldobrandini, née le 20 avril 1623, est la fille de Giorgio Aldobrandini (prince de Meldola, Sarsina et Rossano) et d'Ippolita Ludovisi (fille d'Orazio Ludovisi, sœur de Niccolò Ludovisi et nièce du pape Grégoire XV).
En 1638, elle épouse le prince Paolo Borghese de la famille Borghese, qui meurt en 1646. L'année suivante, en 1647, elle épouse Camillo Pamphili (fils d'Olimpia Maidalchini et neveu du pape Innocent X) qui renonce au cardinalat pour devenir son mari. Une partie de sa dot de son second mariage est constituée par une collection de peintures, des villas du Montemagnanapoli et de Frascati, les propriétés des Aldobrandini en Romagne, sur le Corso à Rome et le palais Aldobrandini.
Ces successions et les biens transmis à la famille Pamphili sont le noyau de la Galleria Doria Pamphili.
Olimpia Aldobrandini et Camillo Pamphili ont cinq enfants dont Giovanni Battista Pamphili, Benedetto Pamphili et Anna Pamphili qui fut mariée à l'aristocrate génois Giovanni Andrea III Doria-Landi en 1671. Lorsque la branche romaine de la famille Pamphlili s'éteint en 1760, ce sont les descendants d'Anna Pamphili et de Giovanni Andrea Doria-Landi qui héritent du palais de Rome.

### Descendance
Olimpia Aldobrandini et le prince Borghese ont cinq enfants :
1. Giovanni Giorgio Borghese
2. Camillo Borghese
3. Francesco Borghese
4. Giovanni Battista Borghese, prince Borghese (1639-1717) marié à Eleonora Boncompagni (ancêtres de Camillo Borghese, prince de Sulmona, époux de Pauline Bonaparte).
5. Maria Virginia Borghese (1642-1718) mariée à Agostino Chigi, prince Farnèse, duc di Ariccia.

Olimpia Aldobrandini et Camillo Pamphili ont cinq enfants :
1. Giambattista Pamphili, prince di Carpinetti et di Belvedere (1648-1717) marié à Violante Facchinetti, dont une fille Olimpia (1672-1731) mariée à Filippo Colonna, prince di Paliano, fils de Marie Mancini.
2. Teresa Pamphili (1650-1704) mariée à Carlo II Cybo-Malaspina, duc de Massa, dont descendance.
3. Flaminia Pamphili (1651-1709) mariée à (1) Bernardino Savelli, duc di Castel Gandolfo, sans descendance ; mariée à (2) Niccolo Francesco Pallavicini, prince di Civitella, sans descendance.
4. Anna Pamphili (1652-1728) mariée à Giannandrea Doria, prince de Melfi, dont la branche Doria-Pamphili-Landi.
5. Benedetto Pamphili (1653-1730), cardinal.